# Numinoso
Numinoso é um conceito derivado do latim numen significando "emoção espiritual ou religiosa despertadora; misteriosa ou inspiradora". O termo foi popularizado pelo teólogo alemão Rudolf Otto em seu influente livro alemão de 1917, Das Heilige (em português, O Sagrado), que apareceu em inglês como The Idea of the Holy, em 1923.

## Origens
Numinoso foi derivado no século XVII do numen latino, significando uma "divindade ou espírito presidindo uma coisa ou espaço". Ele descreve o poder, a presença ou a realização de uma divindade. É etimologicamente não relacionado ao númeno de Immanuel Kant, um termo grego que se refere a uma realidade desconhecida subjacente a todas as coisas.

## Popularização
A palavra foi popularizada pelo teólogo alemão Rudolf Otto em seu influente livro de 1917, Das Heilige, que apareceu em inglês como The Idea of the Holy em 1923. Otto escreve que, embora o conceito de "o sagrado" seja frequentemente usado para transmitir a perfeição moral - e implica isso - ele contém outro elemento distinto, além da esfera ética, para o qual ele usa o termo numinoso.:5–7 Ele explica o numinoso como uma "experiência não racional, não sensorial ou sentimento cujo objeto primário e imediato está fora do eu". Esse estado mental "se apresenta como ganz Andere, totalmente outro, uma condição absolutamente sui generis e incomparável, na qual o ser humano se encontra totalmente rebaixado". Otto argumenta que, como o numinoso é irredutível e sui generis, ele não pode ser definido em termos de outros conceitos ou experiências, e que o leitor deve, portanto, ser "guiado e conduzido pela consideração e discussão do assunto através dos modos de sua própria mente, até que ele chegue ao ponto em que 'o numinoso' nele forçosamente começa a se mexer... Em outras palavras, nosso X não pode, estritamente falando, ser ensinado, apenas pode ser evocado, despertado na mente.":7 Os capítulos 4 a 6 são dedicados a tentar evocar o numinoso e seus vários aspectos. Usando o latim, ele o descreve como um mistério (em latim: mysterium) que é ao mesmo tempo aterrorizante (tremendo) e fascinante (fascinantes). Ele escreve:

Às vezes, a sensação dele ocorre como uma maré suave que invade a mente com um clima tranquilo de adoração mais profunda. Pode passar para uma atitude mais firme e duradoura da alma, continuando, por assim dizer, eletrizantemente vibrante e ressonante, até que finalmente desaparece e a alma retoma seu humor "profano" e não religioso da experiência cotidiana. [...] Ele tem seus antecedentes brutos e bárbaros e manifestações precoces, e novamente pode ser desenvolvido em algo belo, puro e glorioso. Pode se tornar a humildade silenciosa, trêmula e sem palavras da criatura na presença do — quem ou o quê? Na presença daquilo que é um mistério inexprimível e acima de todas as criaturas.:12–13
C. S. Lewis descreveu a experiência numinosa da seguinte forma em The Problem of Pain:

Suponha que lhe digam que havia um tigre na sala ao lado: você saberia que estava em perigo e provavelmente sentiria medo. Mas se lhe dissessem "Há um fantasma na sala ao lado" e acreditasse, você sentiria, de fato, o que é frequentemente chamado de medo, mas de um tipo diferente. Não seria baseado no conhecimento do perigo, pois ninguém tem medo do que um fantasma possa fazer com ele, mas do mero fato de que é um fantasma. É "misterioso" e não perigoso, e o tipo especial de medo que excita pode ser chamado de Pavor. Com o Estranho, alcançamos as margens do Numinoso. Agora, suponha que lhe digam simplesmente "Há um espírito poderoso na sala" e fosse acreditado. Seus sentimentos seriam então menos parecidos com o mero medo do perigo: mas a perturbação seria profunda. Você se sentiria maravilhado e um certo encolhimento — uma sensação de inadequação para lidar com um tal visitante e de prostração diante dele — uma emoção que pode ser expressa nas palavras de Shakespeare: "Sob ele, meu gênio é repreendido". Esse sentimento pode ser descrito como reverência, e o objeto que o excita como o "Numinoso".